# Албат Джамісі
Албат Джамісі (крим. Albat Camisi) — мечеть в містечку Албат, Бахчисарайський район, Автономна Республіка Крим.

## Історія

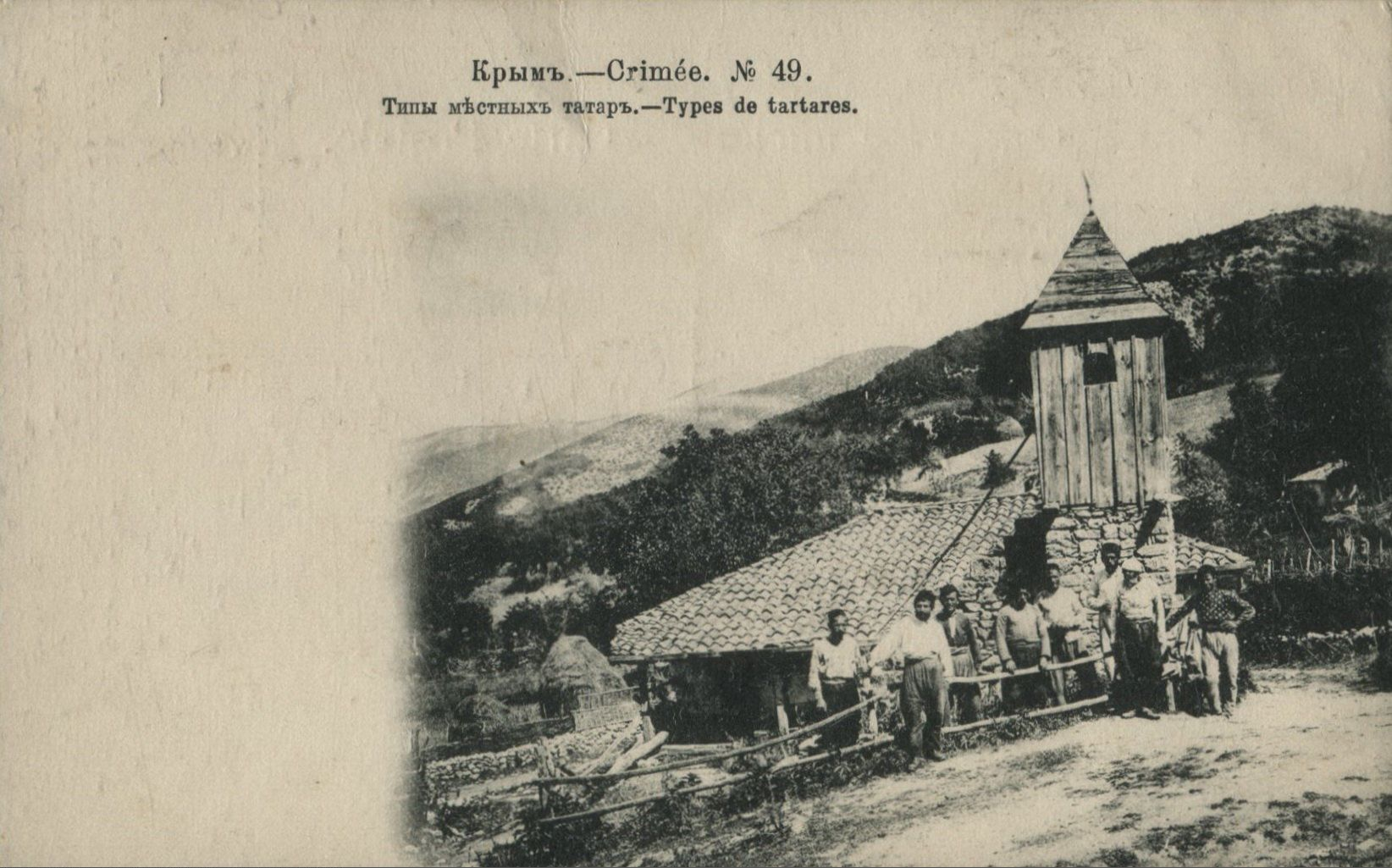
Мечеть у селі Албат, 1900 рік.

До 1944 року у селі діяли три мечеті, по одному на кожен район, а також медресе та кав'ярні. Після депортації всі культові споруди кримських татар було переоборудовано під інші потреби.
В 1990-ті роки кримськотатарська громада досягла передечі однієї з будівель під мечеть. Вона вміщує максимум 80 людей.
Будівлю нової селищної мечеті зводять методом народного будівництва.